# Auferstehungskirche (Bad Vilbel)

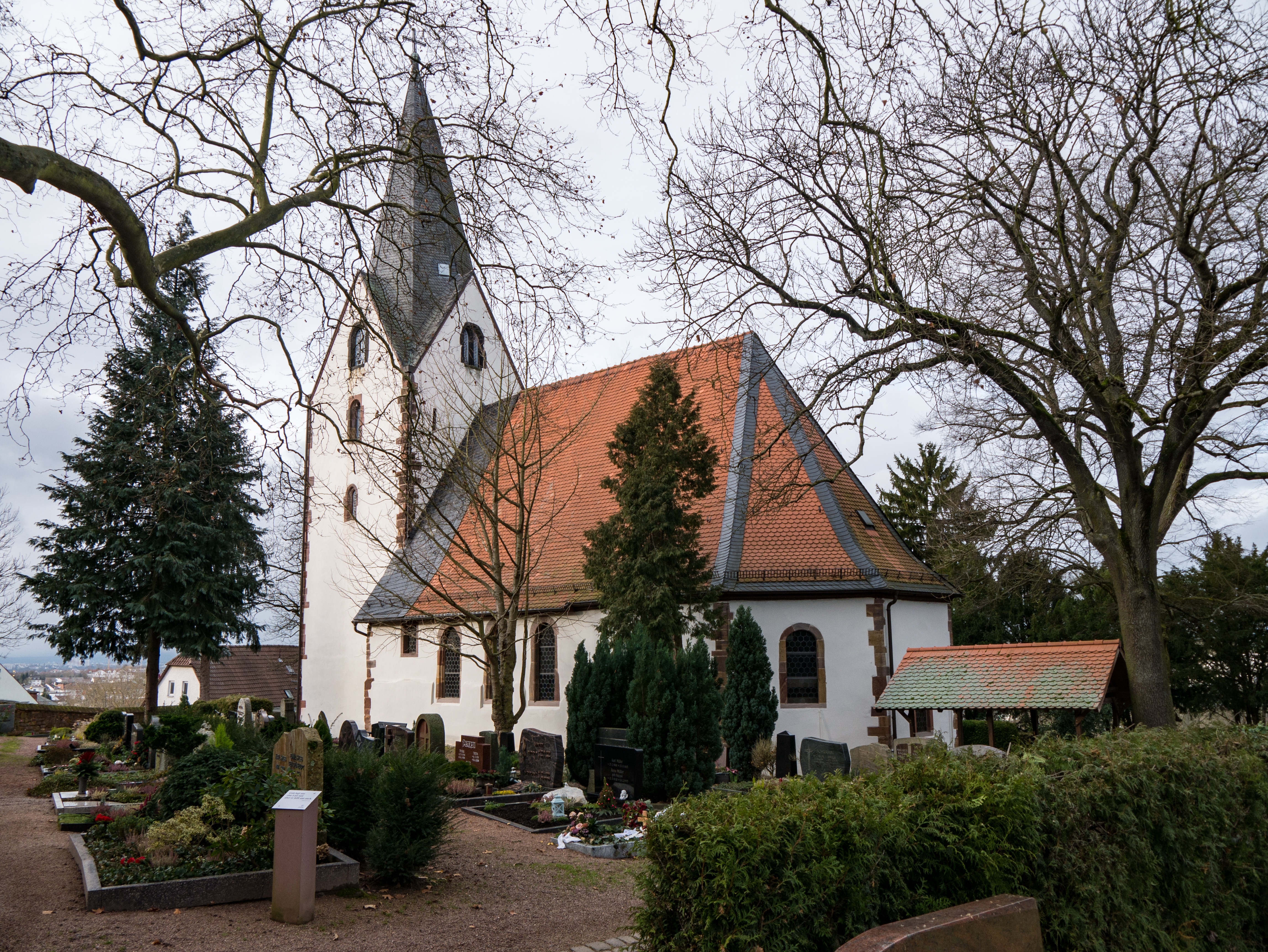
Auferstehungskirche (Bad Vilbel)

Die Evangelische Auferstehungskirche, sie trägt den Namen seit 1961, ist ein denkmalgeschütztes Kirchengebäude auf dem heutigen Friedhof der Stadt Bad Vilbel im Wetteraukreis (Hessen). Die Kirche gehört zur Auferstehungsgemeindegemeinde Bad Vilbel im Dekanat Wetterau in der Propstei Oberhessen der Evangelischen Kirche in Hessen und Nassau.

## Beschreibung
Das Kirchengebäude stammt aus vorreformatorischer Zeit. Von 1657 bis 1688 ist für die Auferstehungskirche der Name St.-Alban-Kirche nachgewiesen. Der Name nimmt Bezug auf die zu Oberdorfelden gelegenen Ländereien des Stifts St. Alban vor Mainz. Rechts neben dem Hauptportal zeugt ein abgegriffenes Weihwasserbecken von der Zeit als katholisches Gotteshaus.
Die unteren Geschosse des quadratischen Kirchturms im Westen stammen aus der 2. Hälfte des 13. Jahrhunderts. Sein Vestibül im Erdgeschoss wird von einem Sterngewölbe überspannt, dessen Gewölberippen auf Konsolen ruhen. Sein achtseitiges, schiefergedecktes, gefaltetes Rhombendach erhielt er in der zweiten Hälfte des 15. Jahrhunderts.
Das im Kern mittelalterliche Langhaus wurde 1697, diese Jahreszahl ist am Portal auf der Nordseite des Langhauses angegeben, beim Wiederaufbau der Zerstörungen des Dreißigjährigen Krieges umgebaut und erhielt einen Chor mit 3/8-Schluss. Auf dem Kirchturm wurde die geplünderte Kirchenglocke ersetzt. Das Kirchenschiff erhielt eine neue Flachdecke und eine winkelförmige, hölzerne Empore, die zunächst von einer äußeren Freitreppe erschlossen wurde. Bei der umfangreichen Restauration im Jahre 2006 wurde an der Nordwand ein mittelalterliches Fresko teilweise freigelegt.

## Orgel

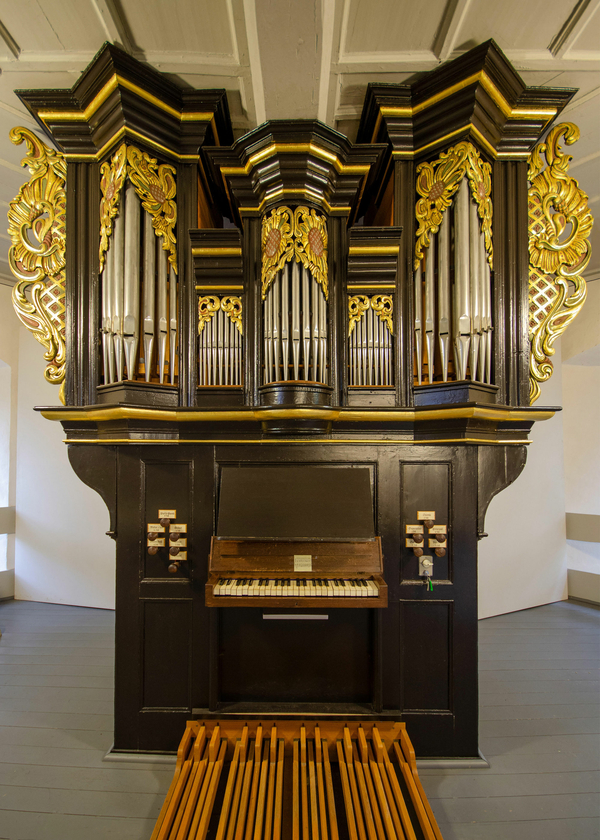
Zinck-Orgel von 1753

Die denkmalgeschützte Orgel auf der Empore mit 10 Registern, einem Manual und Pedal wurde 1753/1754 von Johann Georg Zinck gebaut. Der Prospekt, die Balganlage und ein Teil der Pfeifen sind historisch erhalten. Die beiden Bälge werden durch einen Windmotor befüllt, sind aber auch mechanisch bedienbar.
| Disposition  | Disposition | Disposition | Disposition |
| ------------ | ----------- | ----------- | ----------- |
| Manual C–c3  | Manual C–c3 | Pedal C–c1  | Pedal C–c1  |
| Bourdon      | 8′          | Sub Baß     | 16′         |
| Viol di Gamb | 8′          | Violon Baß  | 8′          |
| Principal    | 4′          |             |             |
| Gedact       | 4′          |             |             |
| Quinta       | 3′          |             |             |
| Octav        | 2’          |             |             |
| Superoctav   | 1’          |             |             |
| Mixtur 3fach | 1½′         | Pedalkoppel |             |